# Йонаха
Йонаха (яп. 与那覇岳 ёнаха-дакэ) — гора в Японии, расположенная на острове Окинава (префектура Окинава). Имеет высоту 503 м и является самой высокой вершиной острова.
Йонаха является второй по высоте вершиной префектуры после расположенной на острове Исигаки горы Омото. Расстояние между ними составляет более 400 км. Ранее считалось, что высота Йонахи составляет 498 м, так как на этой высоте у вершины расположен геодезический пункт, но проведённое в 1989 году государственной палатой по геопространственной информации Японии измерение показало, что гора имеет высоту 503 м.
Как и лежащая к северо-востоку Нисиме (西銘岳, 420 м) и расположенная на юге Ию (伊湯岳, 446 м), Йонаха сформировалась в мезозое. Эти горы образуют центральный хребет Окинавы. На склонах горы берут начало реки Аха (安波), Аракава (新川) и Фукудзи (福地川). К горе ведёт дорога из села Кунигами. Среднегодовая норма осадков на Йонахе составляет 3000 мм, в 1,5 раз больше среднего на острове; гору часто скрывают облака и туман.
Гора покрыта тропическим лесом, на ней встречаются такие редкие виды птиц, как окинавский дятел и окинавский пастушок. Также там обитает окинавский тритон. Для охраны местной природы был создан национальный парк Ямбару.